# Zdzisław Fadrowski
Zdzisław Fadrowski (ur. 16 listopada 1956 w Wiśniowie Ełckim) – polski nauczyciel i samorządowiec, w latach 1994–2002 prezydent Ełku.

## Życiorys
W 1980 ukończył studia z dziedziny fizyki na Wydziale Matematyczno-Przyrodniczym białostockiej filii Uniwersytetu Warszawskiego. Studiował również podyplomowo szacowanie nieruchomości na Wydziale Geodezji i Gospodarki Przestrzennej Uniwersytetu Warmińsko-Mazurskiego. Pracował jako nauczyciel.
W wyborach w 1993 bez powodzenia ubiegał się o mandat senatorski z ramienia Zjednoczenia Polskiego w województwie suwalskim. W wyborach w 1994 uzyskał mandat radnego Ełku z ramienia Komitetu Wyborczego Rodzina Forum Prawicy Chrześcijańskiej. W tym samym roku został wybrany na prezydenta Ełku, zaś w 1998 uzyskał reelekcję na to stanowisko. Od 1994 do 1998 reprezentował miasto w Sejmiku Samorządowym Województwa Suwalskiego, zaś w latach 1999–2002 sprawował mandat radnego Sejmiku Województwa Warmińsko-Mazurskiego z ramienia AWS. W wyborach w 2002 bez powodzenia ubiegał się o reelekcję na stanowisko prezydenta miasta jako przedstawiciel komitetu „Wspólnota Samorządowa – Dobro Wspólne”, uzyskując w II turze 49,55% głosów, zaś w wyborach w 2006 uzyskał w I turze 8,49% głosów jako przedstawiciel Ełckiego Porozumienia Samorządowego. W wyborach parlamentarnych w 2007 bezskutecznie ubiegał się o mandat poselski z ramienia PSL.
W 2008 został dyrektorem Departamentu Kultury i Edukacji Urzędu Marszałkowskiego Województwa Warmińsko-Mazurskiego. W tym samym roku powrócił do wykonywania mandatu radnego rady miejskiej w Ełku z ramienia Ełckiego Porozumienia Samorządowego. W wyborach samorządowych w 2010 ubiegał się bez powodzenia o ponowny wybór na urząd prezydenta Ełku z rekomendacji Polskiego Stronnictwa Ludowego.